# Valerie Glozman
Valerie Glozman (* 22. November 2006) ist eine US-amerikanische Tennisspielerin.

## Karriere
Glozman gewann Anfang April 2022 den Titel beim Easter Bowl der U16. Bei den USTA Billie Jean King National Championships, den nationalen Meisterschaften erreichte sie das Finale der U18.
Sie erhielt daraufhin eine Wildcard für die Qualifikation zum Dameneinzel der US Open 2022. In der ersten Runde besiegte sie die an Position 222 in der Weltrangliste geführte Dalila Jakupović in zwei Sätzen mit 6:3 und 7:66.